# Махан (колбаса)
Махан — сыровяленая колбаса только из конины, традиционное блюдо у татар и ряда тюркских народов. Во многих регионах и мегаполисах с полиэтническим населением (Поволжье) махан — желанный деликатес в интернациональном праздничном меню. 
Состав: конина, жир-сырец конский, специи и соль.
Отличается деликатным вкусом, который определяет конина, твердой упругой структурой и в то же время приятно тает во рту. Колбаса махан имеет характерный вид, упругую плотность и срез. Качественный махан почти чёрного цвета с выраженным рубиновым оттенком, хорошо видным на просвет. Состоит из цельных кусков мяса и крупных кусочков жира. Настоящая колбаса махан не содержит перемолотый фарш. Для ценителей этой колбасы крупные куски жира подчеркивают её особенность и не являются недостатком.

## Этимология
Монгольское (калмыцкое) слово, в переводе означает мясо.

## Изготовление

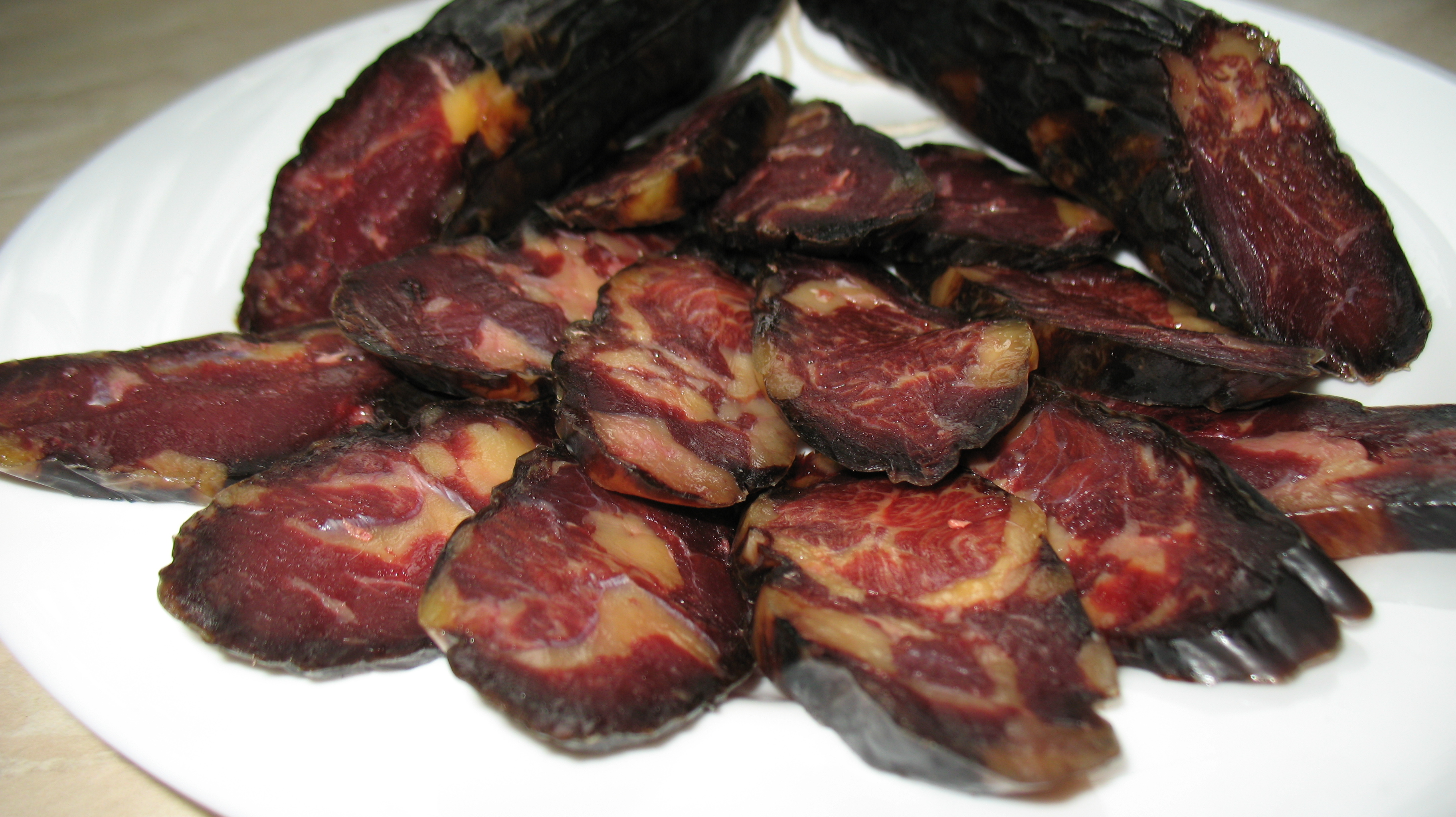
Махан — традиционная колбаса из конины в натуральной оболочке.

Традиционно махан изготавливается только из конины и требует большого количества ручного труда. Лошади для изготовления этой продукции специально выращиваются и предварительно усиленно откармливаются. Конина должна быть особой упитанности и иметь полив жира. Недопустимо использование мяса лошадей, которые использовались как тягловые животные.
Конина проходит несколько технологических этапов:
- Обвалка конской туши. Мясо снимается с кости помышечно, что впоследствии позволяет более тщательно провести жиловку.
- Жиловка — удаление жил и соединительной ткани из мяса.
- Нарезка — чистое, отжилованное мясо нарезается вручную на кусочки размером 3×3 см.
- Посол и созревание отжилованного мяса. В тщательно отобранное мясо добавляют соль, сахар, только натуральные специи и перемешивают вручную в небольших емкостях. Далее это мясо созревает при определённой температуре в холодильных камерах несколько суток. При изготовлении не используются синтетические добавки.
- Вяление — последний этап. Набитый в оболочку сырой махан сорок дней вялится в специальных камерах при заданном температурном режиме и не подвергается термической обработке, это позволяет продукту приобрести характерный вкус.